# Eumélos fils d'Admète
Pour les articles homonymes, voir Eumélos.
Dans la mythologie grecque, Eumélos (en grec ancien Εὔμηλος / Eúmêlos) est fils d'Admète, roi de Phères, et d'Alceste.
Il est l'un des prétendants d'Hélène mais épouse Iphthimé, fille d'Icarios et sœur de Pénélope.
Il succède à son père et dirige un contingent de Phères dans la guerre de Troie du côté des Achéens.
Il termine cinquième et dernier dans les courses de chars aux jeux funéraires de Patrocle. Il est également l'un des Grecs à l'intérieur du cheval de Troie.

## Sources
1. 1 2  Homère, Iliade [détail des éditions] [lire en ligne], II, 711 et suiv.
2. ↑  Homère, Odyssée [détail des éditions] [lire en ligne], IV, 795 et suiv.